# Palembang
Palembang este un oraș din Indonezia.